# Tangaroa (álbum)
Tangaroa é o segundo álbum de estúdio da banda de metal da Nova Zelândia Alien Weaponry, lançado em 17 de setembro de 2021 pela Napalm Records. O álbum é o último e o primeiro a apresentar os baixistas Ethan Trembath e Tūranga Morgan-Edmonds, respectivamente, já que este último substituiu o primeiro na banda.
Como em sua estreia, o álbum apresenta faixas cantadas em inglês e em maori e incorpora elementos da música nativa,  incluindo o uso de taonga pūoro (instrumentos típicos desse povo), como o pūtātara (uma espécie de trompeta).
Após o lançamento do álbum, espera-se que a banda acompanhe o Gojira em sua turnê estadunidense, ao lado da outra banda-suporte Knocked Loose.

## Temas das letras
O primeiro single a ser lançado foi "Ahi Kā", que fala sobre como a Câmara Municipal de Auckland removeu os povos Ngāti Whātua de suas casas na Baía de Ōkahu e, em seguida, queimou suas casas a fim de embelezar a cidade em preparação para a visita de Rainha Elizabeth II no início dos anos 1950. Ele foi incluído na coletânea Metal Swim 2 da Adult Swim e estreou no site da Billboard em 2 de maio 2019, recebendo um vídeo posteriormente.
O segundo single, também lançado em 2019, foi "Blinded", uma canção originalmente lançada como lado B de "Ahi Kā". O vocalista Lewis de Jong disse que a música tem um "significado muito pessoal" para ele, mas que a banda queria que o vídeo "deixasse as coisas mais abertas, para que as pessoas pudessem interpretá-la do seu jeito".
O terceiro single foi a faixa-título, lançada no dia do anúncio do álbum, que discute a poluição dos oceanos por materiais plásticos. Ele recebeu um vídeo gravado quase inteiramente debaixo d'água e visa apoiar a Sea Shepherd Conservation Society.
O quarto single e vídeo foi "Buried Underground", que recebeu um vídeo alternando imagens da banda ao vivo ou na frente de gráficos animados com imagens gravadas por fãs nas quais eles aparecem dançando uma coreografia parecida com um pisoteio para combinar com a música. Sua letra discute os efeitos que sucedem o abuso de drogas.
No dia do lançamento do álbum, eles também lançaram o quinto single e vídeo, "Hatupatu", que conta a história da figura mitológica māori homônima.
Outras faixas tratam da história da Nova Zelândia e dos māori, como "Titokowaru", que conta a história de um chefe de guerra local que se rebelou contra os colonizadores britânicos. Também há canções sobre batalhas pessoais, como "Unforgiving" (sobre autoaversão e insegurança) e "Dad" (sobre pais ausentes).

## Recepção da critica
| Críticas profissionais | Críticas profissionais |
| Avaliações da crítica  | Avaliações da crítica  |
| Fonte                  | Avaliação              |
| ---------------------- | ---------------------- |
| RAMzine                | [ 23 ]                 |
| Metal.de               | 5/10                   |
| Metal Hammer           | [ 17 ]                 |
| Kerrang!               | 3/5                    |
| Blabbermouth.net       | 8/10                   |
| Tuonela Magazine       | favorável              |

Jay Brown do RAMzine comparou o uso de elementos nativos da banda com o Soulfly inicial e o som moderno do álbum com o Fortitude, do Gojira. Ele concluiu dizendo que "conforme a banda amadureceu, sua música também amadureceu, [...] isso não é um álbum comum que agrada a todos, tampouco é o Alien Weaponry, essa é uma banda com um propósito e esse álbum foi feito para servir a esse propósito e o faz extremamente bem."
Elliot Leaver da Metal Hammer chamou Tangaroa de "o sucessor natural de Tu". Ele considerou que é "um lançamento mais maduro que vê o Alien Weaponry consolidar seu som e progredir como grupo" e que com o álbum, a banda prova "que eles não são um grupo de sucesso efêmero; o Alien Weaponry atingiu a maioridade."
Angela Davey, em sua crítica para a Kerrang!, disse que "há um frescor que mantém cada música interessante" e refletiu que agora eles se juntam "ao Gojira e ao Cattle Decapitation em sua luta para salvar o planeta", terminando sua crítica com "eles são diferentes de qualquer outra banda e é este singularidade que os torna verdadeiramente excelentes."
Escrevendo para o Blabbermouth.net, Dom Lawson considerou Tangaroa "um disco muito mais forte do que seu antecessor. [...] este é um disco que estoura com maior urgência, como se o ALIEN WEAPONRY fosse militante e míope na busca de seus sonhos musicais, e seus melhores momentos parecem confirmar que os Kiwis estão bem equipados para o longo prazo." Por fim, ele o chamou de "um disco corajoso, revigorante e frequentemente surpreendente", saudando o trio como "jovens promissores" que "soam mais como obstinados endurecidos pela batalha e que têm um ponto a provar e a convicção, e canções, para apoiá-lo."
A editora-chefe da revista Tuonela Laureline Tilkin observou alguns elementos progressivos na instrumentação da banda e chamou Tangaroa de "um álbum versátil que combina elementos do primeiro álbum do ALIEN WEAPONRY com um contorno mais progressivo. Essa mistura de novos elementos no som torna suas músicas mais maduras e com muitas camadas. (...) Este álbum respira uma natureza orgânica, é incrivelmente cru, mas de alguma forma ainda soa grande e épico, embora não use nenhum dos truques que estão na moda agora." Ela concluiu considerando-o um candidato a álbum do ano.
Em uma crítica mista para o Metal.de, Tim Otterbeck também notou elementos mais progressivos, mas os viu como um problema porque "as inserções progressivas às vezes esticam as músicas de maneira artificial demais, mas sem criar a tensão necessária ao longo dos trechos longos". Ele também criticou o vocal de Lewis por carecer de "pressão"; a mixagem da bateria por fazê-la soar "fina" e disse que o álbum carece de "músicas realmente pesadas" e que muitas delas "demoram muito para começar e depois tropeçam irrelevantemente em direção ao final".

## Lista de músicas
| Faixas de Tangaroa |                                                                     |         |  |
| N.º                | Título                                                              | Duração |  |
| 1.                 | "Titokowaru"                                                        | 5:51    |  |
| 2.                 | "Hatupatu"                                                          | 5:31    |  |
| 3.                 | "Ahi Kā"                                                            | 3:45    |  |
| 4.                 | "Tangaroa"                                                          | 5:42    |  |
| 5.                 | "Unforgiving" (Implacável)                                          | 7:10    |  |
| 6.                 | "Blinded" (Cegado)                                                  | 5:37    |  |
| 7.                 | "Kai Whatu"                                                         | 5:16    |  |
| 8.                 | "Crooked Monsters" (Monstros Corruptos)                             | 4:23    |  |
| 9.                 | "Buried Underground" (Enterrado Embaixo da Terra)                   | 3:56    |  |
| 10.                | "Dad" (Pai)                                                         | 4:51    |  |
| 11.                | "Īhenga"                                                            | 5:18    |  |
| 12.                | "Down the Rabbit Hole" (Pela Toca do Coelho)                        | 5:04    |  |
| 13.                | "Tangaroa" (versão de rádio)                                        | 4:48    |  |
| 14.                | "Buried Underground" (Enterrado Embaixo da Terra (versão de rádio)) | 3:36    |  |
| 15.                | "Hatupatu" (versão de rádio)                                        | 4:46    |  |
| 16.                | "Titokowaru" (versão de rádio)                                      | 4:14    |  |
| 17.                | "Ihenga" (versão de rádio)                                          | 3:16    |  |
| Duração total:     | Duração total:                                                      | 1:25:59 |  |

## Créditos
- Lewis Raharuhi de Jong - vocal principal, guitarra, desenho original da arte da capa[8]
- Ethan Trembath - baixo, vocais de apoio, vocal principal em "Dad"[8]
- Henry te Reiwhati de Jong - bateria, vocais de apoio[8]
- Tūranga Porowini Morgan-Edmonds - guitarra e vocais de apoio em "Unforgiving"[7][8]